# Villers-les-Pots
Villers-les-Pots és un municipi francès, situat al departament de la Costa d'Or i a la regió de Borgonya - Franc Comtat. L'any 2007 tenia 1.016 habitants.

## Demografia

### Població
El 2007 la població de fet de Villers-les-Pots era de 1.016 persones. Hi havia 396 famílies, de les quals 100 eren unipersonals (32 homes vivint sols i 68 dones vivint soles), 124 parelles sense fills, 156 parelles amb fills i 16 famílies monoparentals amb fills.
La població ha evolucionat segons el següent gràfic:
Habitants censats

### Habitatges
El 2007 hi havia 437 habitatges, 402 eren l'habitatge principal de la família, 15 eren segones residències i 20 estaven desocupats. 408 eren cases i 27 eren apartaments. Dels 402 habitatges principals, 341 estaven ocupats pels seus propietaris, 54 estaven llogats i ocupats pels llogaters i 7 estaven cedits a títol gratuït; 1 tenia una cambra, 17 en tenien dues, 42 en tenien tres, 122 en tenien quatre i 220 en tenien cinc o més. 314 habitatges disposaven pel capbaix d'una plaça de pàrquing. A 182 habitatges hi havia un automòbil i a 181 n'hi havia dos o més.

### Piràmide de població
La piràmide de població per edats i sexe el 2009 era:
| Homes | Edats   | Dones |
| ----- | ------- | ----- |
| 0     | 95 o +  | 0     |
| 0     | 90 a 94 | 0     |
| 4     | 85 a 89 | 8     |
| 4     | 80 a 84 | 4     |
| 4     | 75 a 79 | 20    |
| 24    | 70 a 74 | 32    |
| 28    | 65 a 69 | 28    |
| 36    | 60 a 64 | 32    |
| 20    | 55 a 59 | 28    |
| 28    | 50 a 54 | 28    |
| 20    | 45 a 49 | 8     |
| 28    | 40 a 44 | 36    |
| 44    | 35 a 39 | 28    |
| 44    | 30 a 34 | 44    |
| 24    | 25 a 29 | 24    |
| 16    | 20 a 24 | 12    |
| 24    | 15 a 19 | 24    |
| 32    | 10 a 14 | 36    |
| 16    | 5 a 9   | 44    |
| 28    | 0 a 4   | 36    |

## Economia
El 2007 la població en edat de treballar era de 652 persones, 471 eren actives i 181 eren inactives. De les 471 persones actives 430 estaven ocupades (239 homes i 191 dones) i 41 estaven aturades (21 homes i 20 dones). De les 181 persones inactives 65 estaven jubilades, 62 estaven estudiant i 54 estaven classificades com a «altres inactius».

### Ingressos
El 2009 a Villers-les-Pots hi havia 403 unitats fiscals que integraven 1.010,5 persones, la mediana anual d'ingressos fiscals per persona era de 18.441 €.

### Activitats econòmiques
Dels 36 establiments que hi havia el 2007, 2 eren d'empreses extractives, 2 d'empreses alimentàries, 2 d'empreses de fabricació d'altres productes industrials, 6 d'empreses de construcció, 15 d'empreses de comerç i reparació d'automòbils, 1 d'una empresa de transport, 1 d'una empresa d'hostatgeria i restauració, 1 d'una empresa financera, 4 d'empreses de serveis, 1 d'una entitat de l'administració pública i 1 d'una empresa classificada com a «altres activitats de serveis».
Dels 6 establiments de servei als particulars que hi havia el 2009, 4 eren paletes, 1 lampisteria i 1 restaurant.
Dels 2 establiments comercials que hi havia el 2009, 1 era una botiga d'electrodomèstics i 1 una joieria.
L'any 2000 a Villers-les-Pots hi havia 8 explotacions agrícoles que ocupaven un total de 212 hectàrees.

## Equipaments sanitaris i escolars
El 2009 hi havia 1 escola maternal i 1 escola elemental.

## Fills il·lustres
- León Gastinel (1823-1906) compositor i violinista.

## Poblacions més properes
El següent diagrama mostra les poblacions més properes.